# Johann Schwarzhuber
Johann Schwarzhuber (ur. 29 sierpnia 1904, zm. 3 maja 1947 w Hameln) – zbrodniarz hitlerowski, Schutzhaftlagerführer w obozach koncentracyjnych Auschwitz-Birkenau i Ravensbrück oraz SS-Hauptsturmführer.

## Życiorys
Pochodził z Tutzing (Bawarii), członek NSDAP i SS od 8 kwietnia 1933. Służbę w obozie rozpoczął w 1933 w Dachau jako wartownik i Blockführer. W Dachau pozostał do 1938. W latach 1938–1941 sprawował w Sachsenhausen funkcję Rapportführera. W sierpniu 1941 Schwarzhüber przeniesiony został do Auschwitz, gdzie następnie od marca 1942 do listopada 1944 pełnił funkcję kierownika obozu męskiego w Birkenau. W listopadzie 1944 został mianowany Lagerführerem kilku podobozów Dachau – Kaufering. 12 stycznia 1945 został kierownikiem obozu w Ravensbrück i pozostał na tym stanowisku do wyzwolenia obozu 29 kwietnia 1945.  
W Brzezince przeprowadzał liczne selekcje do komór gazowych (objęły one tysiące więźniów), podczas których zwykle był pod wpływem alkoholu. Zdarzały mu się wówczas także odruchy współczucia (przykładowo gdy uratował kilkadziesiąt dzieci podczas likwidacji obozu familijnego dla Żydów z Terezina). Schwarzhüber był również znany w obozie jako miłośnik muzyki. W Ravensbrück natomiast był bezpośrednio odpowiedzialny za gazowanie więźniów w komorach gazowych podobozu Uckermark, a także kierował masowymi egzekucjami.
W 1946 stanął przed brytyjskim Trybunałem Wojskowym w Hamburgu w pierwszym procesie załogi Ravensbrück pod zarzutem zabijania i maltretowania więźniów. 3 lutego 1947 skazany został na śmierć. Johann Schwarzhüber został stracony przez powieszenie w Hameln na początku maja 1947.